# Tommy Spychiger

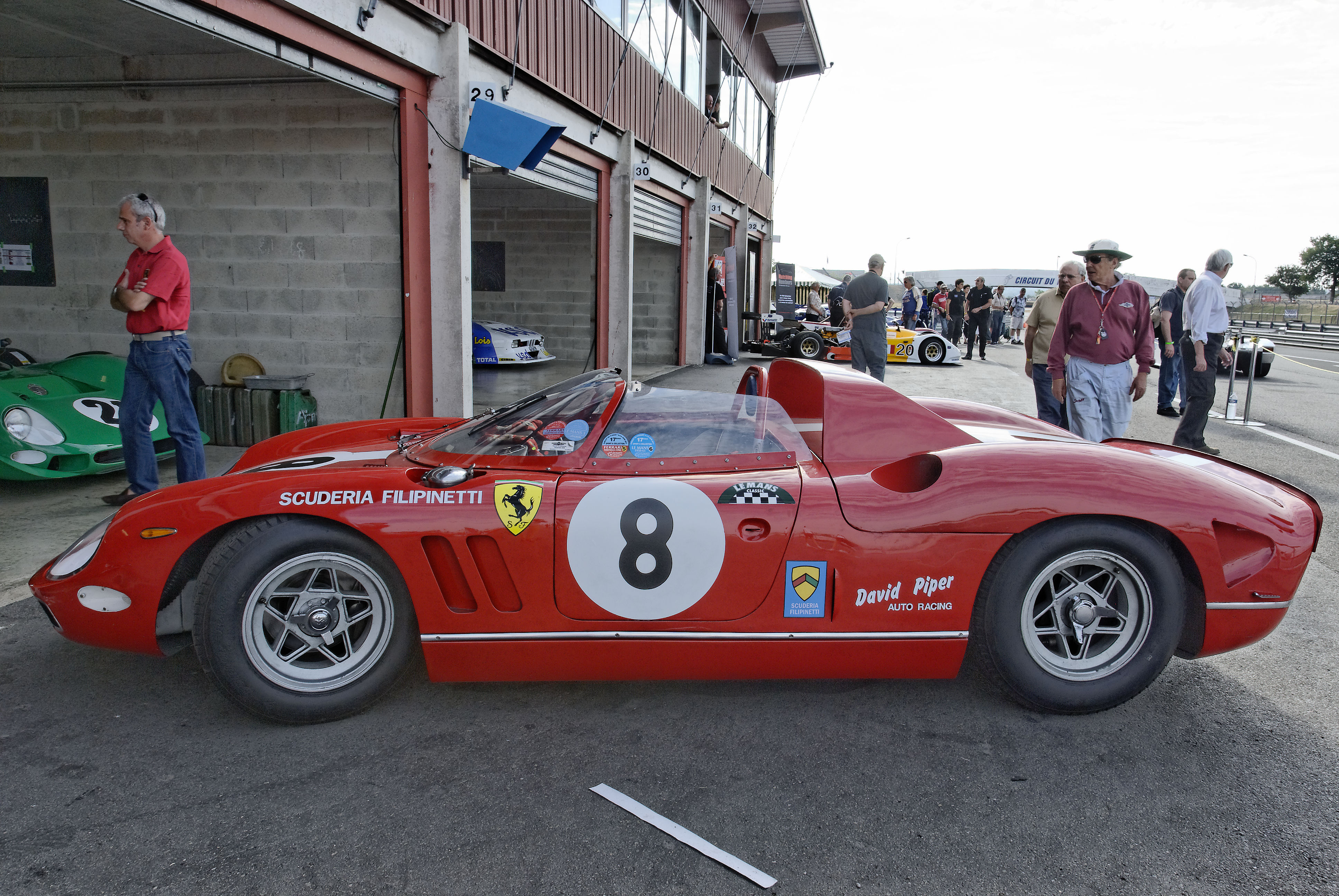
Auf einem Ferrari 365P2 der Scuderia Filipinetti verunglückte Tommy Spychiger beim 1000-km-Rennen von Monza 1965 tödlich

Thomas „Tommy“ Spychiger (* 29. September 1934 in Langenthal; † 25. April 1965 in Monza) war ein Schweizer Autorennfahrer.

## Karriere
Tommy Spychiger, dessen Familie in Lugano ein Restaurant führte, begann seine Motorsportkarriere 1950 mit einem Osca 1100S. 1959 und 1960 bestritt er zwei Formel-Junior-Saisons mit einem Cooper T52 und kehrte danach zum Sportwagensport zurück.
Er wurde Werksfahrer bei Abarth und ging für das italienische Rennteam bei Bergrennen und Sportwagenrennen an den Start. 1960 gab er sein Debüt beim 24-Stunden-Rennen von Le Mans, wo er insgesamt zweimal am Start war. Beide Male fiel er nach technischen Defekten vorzeitig aus.
Er war bei allen grossen europäischen Sportwagenrennen dabei, wie dem 1000-km-Rennen von Paris, dem 1000-km-Rennen auf dem Nürburgring und dem 1000-km-Rennen von Spa-Francorchamps. Bei der Targa Florio 1962 fuhr er einen Werks-Porsche 718 RSK.
1960 hatte er einen schweren Unfall beim Gaisbergrennen, bei dem er sich einen Ellenbogen brach. Nur wenige Minuten zuvor war an derselben Stelle der deutsche Rennfahrer Walter Häderle tödlich verunglückt.
1965 ging er für die Scuderia Filipinetti in der Sportwagen-Weltmeisterschaft an den Start. Beim 1000-km-Rennen von Monza 1965 übernahm er nach dem ersten Tankstopp den Ferrari 365P2 von seinem Landsmann Herbert Müller. In seiner ersten schnellen Runde fuhr er in der Parabolica ohne ersichtliche Bremswirkung geradeaus. Der Wagen überschlug sich über einen Erdwall und brannte im Wald hinter der Rennstrecke vollständig aus. Spychiger erlag seinen schweren Verletzungen noch an der Unfallstelle.

## Statistik

### Le-Mans-Ergebnisse
| Jahr | Team               | Fahrzeug                   | Teamkollege    | Platzierung | Ausfallgrund |
| ---- | ------------------ | -------------------------- | -------------- | ----------- | ------------ |
| 1960 | Abarth Corse & Cie | Fiat-Abarth 850S Bialbero  | Jacques Féret  | Ausfall     | Defekt       |
| 1962 | Abarth Corse & Cie | Abarth-Simca 1300 Bialbero | Henri Oreiller | Ausfall     | Motorschaden |

### Sebring-Ergebnisse
| Jahr | Team         | Fahrzeug                   | Teamkollege   | Platzierung             | Ausfallgrund |
| ---- | ------------ | -------------------------- | ------------- | ----------------------- | ------------ |
| 1963 | Abarth Corse | Abarth-Simca 1300 Bialbero | Teddy Pilette | Rang 21 und Klassensieg |              |

### Einzelergebnisse in der Sportwagen-Weltmeisterschaft
| Saison | Team                           | Rennwagen                                                                                     | 1   | 2   | 3   | 4   | 5   | 6   | 7   | 8   | 9   | 10  | 11  | 12  | 13  | 14  | 15  | 16  | 17  | 18  | 19  | 20  | 21  | 22  |
| ------ | ------------------------------ | --------------------------------------------------------------------------------------------- | --- | --- | --- | --- | --- | --- | --- | --- | --- | --- | --- | --- | --- | --- | --- | --- | --- | --- | --- | --- | --- | --- |
| 1960   | Abarth                         | Fiat-Abarth 850                                                                               | BUA | SEB | TAR | NÜR | LEM |     |     |     |     |     |     |     |     |     |     |     |     |     |     |     |     |     |
| 1960   | Abarth                         | Fiat-Abarth 850                                                                               |     | DNF |     |     |     |     |     |     |     |     |     |     |     |     |     |     |     |     |     |     |     |     |
| 1961   | Porsche                        | Porsche 718                                                                                   | SEB | TAR | NÜR | LEM | PES |     |     |     |     |     |     |     |     |     |     |     |     |     |     |     |     |     |
| 1961   | Porsche                        | Porsche 718                                                                                   |     | DNF |     |     |     |     |     |     |     |     |     |     |     |     |     |     |     |     |     |     |     |     |
| 1962   | Scuderia Sant’ Ambroeus Abarth | Porsche 718 Abarth-Simca 1300 Bialbero Fiat-Abarth 700 Bialbero                               | DAY | SEB | SEB | MAI | TAR | BER | NÜR | LEM | TAV | CCA | RTT | NÜR | BRI | BRI | PAR |     |     |     |     |     |     |     |
| 1962   | Scuderia Sant’ Ambroeus Abarth | Porsche 718 Abarth-Simca 1300 Bialbero Fiat-Abarth 700 Bialbero                               |     |     |     |     | DNF |     |     | DNF | 13  |     |     | 2   |     |     | 19  |     |     |     |     |     |     |     |
| 1963   | Abarth                         | Abarth-Simca 1300 Bialbero Abarth 1300S Fiat-Abarth 1000 Abarth 2000 Sport Fiat-Abarth 1000SP | DAY | SEB | SEB | TAR | SPA | MAI | NÜR | CON | ROS | LEM | MON | WIS | TAV | FRE | CCE | RTT | OVI | NÜR | MON | MON | TDF | BRI |
| 1963   | Abarth                         | Abarth-Simca 1300 Bialbero Abarth 1300S Fiat-Abarth 1000 Abarth 2000 Sport Fiat-Abarth 1000SP |     |     | 21  |     |     |     | DNF | 7   | 58  |     |     |     |     | 7   |     |     | 12  |     | 1   |     |     |     |
| 1964   | Abarth                         | Abarth-Simca 2000 Abarth-Simca 1300 Bialbero Fiat-Abarth 1000 Fiat-Abarth 850                 | DAY | SEB | TAR | MON | SPA | CON | NÜR | ROS | LEM | REI | FRE | CCE | RTT | SIM | NÜR | MON | TDF | BRI | BRI | PAR |     |     |
| 1964   | Abarth                         | Abarth-Simca 2000 Abarth-Simca 1300 Bialbero Fiat-Abarth 1000 Fiat-Abarth 850                 |     |     | DNF | 3   |     |     | 22  |     |     |     | 24  |     |     |     | DNF |     |     |     |     |     |     |     |
| 1965   | Scuderia Filipinetti           | Ferrari 365P2                                                                                 | DAY | SEB | BOL | MON | MON | RTT | TAR | SPA | NÜR | MUG | ROS | LEM | REI | BOZ | FRE | CCE | OVI | NÜR | BRI | BRI |     |     |
| 1965   | Scuderia Filipinetti           | Ferrari 365P2                                                                                 |     | DNF |     |     |     |     |     |     |     |     |     |     |     |     |     |     |     |     |     |     |     |     |